# Moacyr Luz
Moacyr da Luz Silva OMC (Rio de Janeiro, 5 de abril de 1958), é um músico e compositor brasileiro.

## Biografia
Nascido no Rio de Janeiro, Moacyr Luz cresceu ouvindo seu avô tocar clarinete na banda do Corpo de Bombeiros. Durante sua infância, morou em diversos bairros do Rio de Janeiro, como Bangu, Botafogo, Catumbi, Copacabana, Tijuca e Jacarepaguá.
Aos 15 anos, perdeu o pai. Nessa época, encontrou conforto tocando violão, instrumento que aprendeu a tocar com os professores Carlos e Hélio Delmiro. Também participou de aulas na Pró-Arte.
É casado com a jornalista Marluci Martins.

## Carreira
Em 1979, uma de suas composições, "Eu me descobri", foi gravada pela primeira vez pela cantora Lana Bittencourt.
Em 1983, morando na Tijuca, conheceu Aldir Blanc, seu vizinho de prédio por 23 anos, que viria a ser um de seus principais parceiros. 
Em 1988, lança seu primeiro disco, com as participações de Raphael Rabello, Sivuca e Hélio Delmiro e canções em parceria com Aldir Blanc. 
Em 1995, lança “Vitória da Ilusão”, reunindo Medalha de São Jorge, Mico Preto, Saudades da Guanabara e Flores em Vida pra Nelson Sargento. 
Em 2003, lança “Samba da Cidade”, Moacyr Luz homenageia o Rio de Janeiro. O disco traz parcerias com vários compositores cariocas renomados, como Martinho da Vila, Nei Lopes, Wilson Moreira, Wilson das Neves, Aldir Blanc, Paulo César Pinheiro e Luiz Carlos da Vila.
Em 2005, fundou o Samba do Trabalhador, uma das mais tradicionais rodas de samba do Rio de Janeiro.
Em 2007, apresenta-se em Luanda, Angola na Escola Nacional de Jornalismo da capital.
Em abril de 2008, ao lado de Nilze Carvalho e Luiz Carlos da Vila, toca em Haia para o presidente Lula e a então rainha dos Países Baixos, Beatrix. Em maio, participa do XII Festival Inernacional de CubaDiscos em Havana. No fim de agosto, lança pela Editora Desiderata o livro Botequim de Bêbado tem Dono, com ilustrações do cartunista Chico Caruso. 
Em 2009, lança seu nono disco, Batucando, o primeiro pela gravadora Biscoito Fino, com participações de Zeca Pagodinho, Luiz Melodia, Beth Carvalho, Alcione, Ivan Lins, Mart'nália, Martinho da Vila, Tantinho da Mangueira e Wilson das Neves.
Como compositor, possui mais de 100 músicas gravadas por diferentes intérpretes da MPB, como Maria Bethânia, Elba Ramalho, Nana Caymmi, Beth Carvalho, Leny Andrade, Gilberto Gil e Leila Pinheiro. 

## Discografia
- Moacyr Luz (1988)
- Vitória da Ilusão (1995)
- Mandingueiro (1998)
- Na Galeria (2001)
- Samba da Cidade (2003)
- A Sedução Carioca do Poeta Brasileiro (2005), com Grupo Água de Moringa
- Moacyr Luz - Voz e Violão (2005)
- Batucando (2009)
- Natureza e Fé (2018)

## Livros
- Manual de Sobrevivência nos Butiquins Mais Vagabundos (Senac Rio, 2005)
- Pirajá - Uma esquina carioca (DBA, 2010)
- O Rio do Moa (Mórula, 2018)
- O Rio do Moa: bandeira 2 (Mórula, 2025)

## Premiações
- Estandarte de Ouro

1. 2015 - Melhor samba-enredo (Renascer - "Candeia! Manifesto ao Povo em Forma de Arte!") [7]
2. 2023 - Melhor samba-enredo (Tuiuti - "Mogangueiro da Cara Preta") [8]

- Estrela do Carnaval

1. 2015 - Melhor samba-enredo (Renascer - "Candeia! Manifesto ao Povo em Forma de Arte!") [9]
2. 2018 - Melhor samba-enredo (Tuiuti - "Meu Deus, Meu Deus, Está Extinta a Escravidão?") [10]

- Gato de Prata

1. 2015 - Melhor samba-enredo (Renascer - "Candeia! Manifesto ao Povo em Forma de Arte!") [11]
2. 2019 - Melhor samba-enredo (Renascer - "Dois de Fevereiro no Rio Vermelho") [12]

- Plumas & Paetês Cultural

1. 2017 - Melhor samba-enredo (Renascer - "O Papel e o Mar") [13]
2. 2018 - Melhor samba-enredo ("Renascer: De Flechas e de Lobos") [14]

- Prêmio SRzd

1. 2014 - Melhor samba-enredo (Renascer - "Olhar Caricato - Simplesmente Lan") [15]
2. 2015 - Melhor samba-enredo (Renascer - "Candeia! Manifesto ao Povo em Forma de Arte!") [16]
3. 2017 - Melhor samba-enredo (Renascer - "O Papel e o Mar") [17]
4. 2019 - Melhor samba-enredo (Renascer - "Dois de Fevereiro no Rio Vermelho") [18]

- Prêmio Ziriguidum

1. 2015 - Melhor samba-enredo (Renascer - "Candeia! Manifesto ao Povo em Forma de Arte!") [19]

- S@mba-Net

1. 2017 - Melhor samba-enredo (Renascer - "O Papel e o Mar") [20]
2. 2018 - Melhor samba-enredo (Tuiuti - "Meu Deus, Meu Deus, Está Extinta a Escravidão?") [21]

- Tamborim de Ouro

1. 2018 - Samba do Ano (Tuiuti - "Meu Deus, Meu Deus, Está Extinta a Escravidão?") [22]

- Troféu Jorge Lafond

1. 2014 - Melhor samba-enredo (Renascer - "Olhar Caricato - Simplesmente Lan") [23][24]
2. 2015 - Melhor samba-enredo (Renascer - "Candeia! Manifesto ao Povo em Forma de Arte!") [25][26]

- Troféu Nota 10

1. 2017 - Melhor samba-enredo (Renascer - "O Papel e o Mar") [27]

- Troféu Sambista

1. 2018 - Melhor samba-enredo (Tuiuti - "Meu Deus, Meu Deus, Está Extinta a Escravidão?") [28]

- Troféu Vai dar Samba

1. 2018 - Melhor samba-enredo (Tuiuti - "Meu Deus, Meu Deus, Está Extinta a Escravidão?") [29]